# Skunk Ape
Als Skunk Ape (dt. Stinktier-Affe) wird ein affenartiges Fabelwesen aus Florida bezeichnet. 

## Geschichte und Beschreibung
Das Wesen wird als bis zu drei Meter groß und bis zu 600 Kilogramm schwer beschrieben und sein Lebensraum soll sich in den Everglades befinden. Der Skunk Ape ist ein Kryptid, seine tatsächliche Existenz wird als äußerst zweifelhaft gesehen. Die Parkverwaltung des Everglades-Nationalparks betrachtet den Skunk Ape als erfunden.
Der Skunk Ape beherrscht angeblich den aufrechten Gang und gleicht im Habitus anderen Affenmenschen wie dem Bigfoot. Im Gegensatz zu diesem habe der Skunk Ape aber ein sanftmütiges Wesen. Charakteristisch für den Skunk Ape seien sein Gestank – von dem sich auch der Name ableitet – und sein dichtes braunes Fell.
Die ersten Sichtungen des Kryptiden stammen aus der Kolonialzeit, die meisten wurden zwischen 1920 und 1930 proklamiert, als Teile der Waldbestände in den Everglades abgeholzt wurden. Danach geriet der Skunk Ape in Vergessenheit, bis er 1997 angeblich am Rande einer Vorstadt erneut gesichtet wurde.

## Rezeption
Die Erzählung um den Skunk Ape wurde in dem Film Skunk Ape!? von 2003 (Regie und Drehbuch: Greg und Matt Brookens) aufgegriffen. Außerdem spielt der Skunk Ape eine tragende Rolle in dem Horror-Roman Shade of the Tree von Piers Anthony (deutsch unter dem Titel Schatten des Baumes).